# Laurenz von Brachum

Steinhauerzeichen Laurenz von Brachums

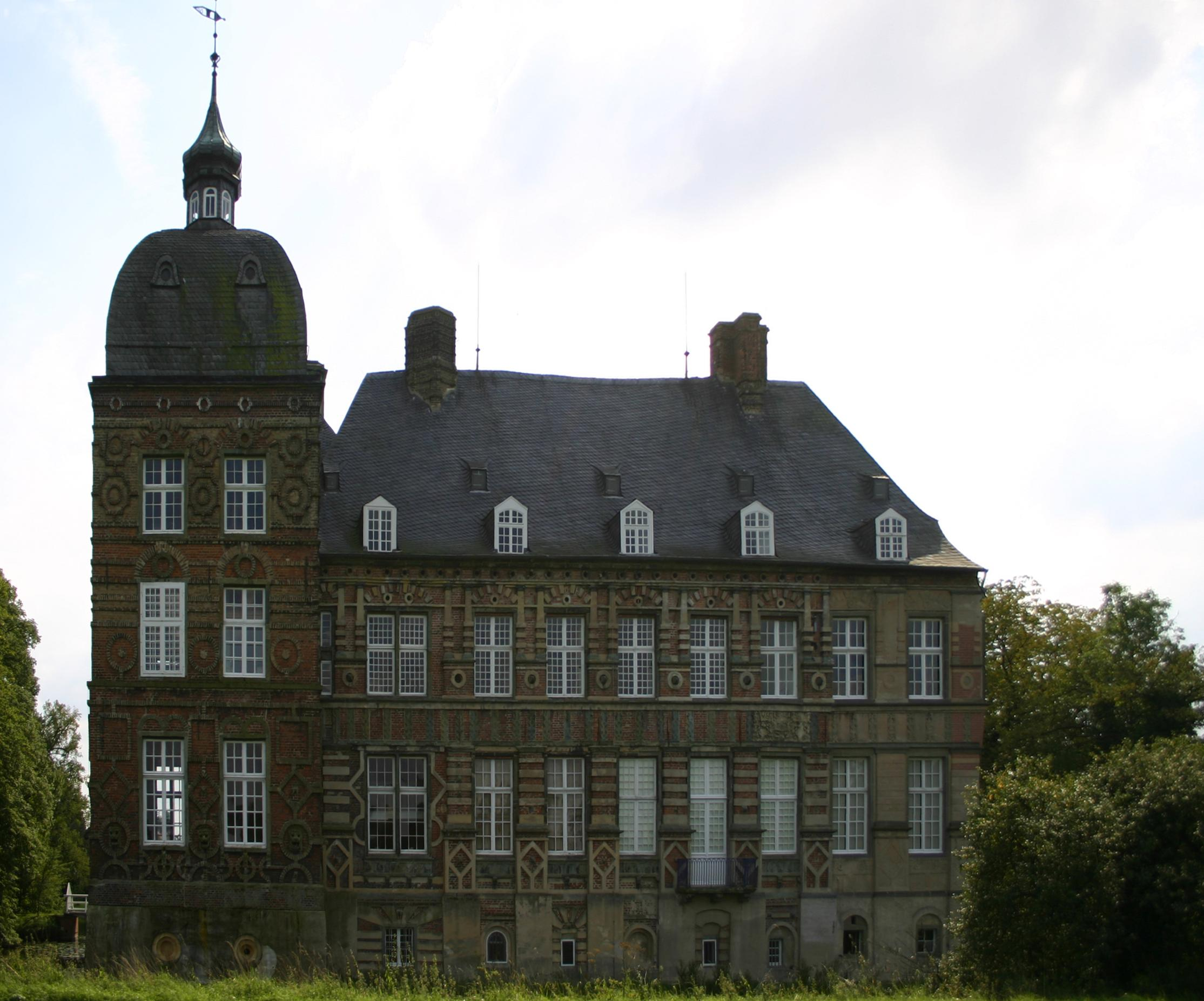
Schloss Hovestadt

Laurenz von Brachum (* erstes Viertel des 16. Jahrhunderts in Wesel; † 1586 in Gelsenkirchen-Horst), seltener auch Laurenz vom Koldenberg genannt, war ein deutscher Baumeister des 16. Jahrhunderts, der zum Begründer der Lipperenaissance wurde. Neben seinem Hauptwerk, dem Schloss Horst im heutigen Gelsenkirchen, errichtete er weitere Schlösser und andere Gebäude vor allem an der Lippe und im südlichen Münsterland.

## Leben
Laurenz stammte ursprünglich aus Wesel und tauchte in zeitgenössischen Rechnungen als Steinmetz, Maurermeister und Baumeister auf. Er erlangte später das Bürgerrecht in Wiedenbrück. Ab dem 23. September 1558 arbeitete er zunächst als einfacher Steinhauer (Steynhower) am Bau von Schloss Horst als Residenz des kurkölnischen Statthalters im Vest Recklinghausen. Durch den dortigen Bauleiter Arn(d)t Johannssen to Becoep lernte er den Stil der Schule von Fontainebleau kennen. Die Zusammenarbeit des Bauherrn Rütger von der Horst mit Johannsen war offenbar nicht konfliktfrei, wovon Laurenz profitierte. Nachdem er 1560 bereits den Auftrag erhalten hatte, zwei hofseitige Galerien zu entwerfen und auszuführen, bezog ihn Rütger von der Horst immer stärker ins Baugeschehen ein. Ab 1563/64 übernahm der Weseler einen Teil von Johannsens Aufgaben, nach dessen Weggang im Jahr 1567 er sogar zum leitenden Baumeister auf der Horster Schlossbaustelle aufstieg. Dieser Umstand ist insofern bemerkenswert, als dass von Brachum nicht lesen und schreiben konnte. Die mit ihm geschlossenen Verträge unterfertigte er deshalb immer mit seinem Steinhauerzeichen. Von niederländischen Vorbildern beeinflusst, setzte er Stilelemente des in den Niederlanden entstandenen Manierismus als Gestaltungsmittel für die Horster Schlossfassaden ein. Nach diesem, seinem ersten großen Werk, dem Schloss Horst im (Emscher-)Bruch, nannte sich Laurenz seit seinem Umzug von Wesel zur dortigen Schlossbaustelle „von Brachum“.
Noch während er in Horst tätig war, nahm er im September 1560 ein Angebot Franz von Loës an, für ihn das heutige Haus Geist bei Oelde zu bauen. Zwischen 1563 und 1572 folgte im Auftrag des Goswin von Ketteler der Bau von Schloss Hovestadt, der ihn um 1564 auch mit der Errichtung des Hauses Assen betraute. Für all diese Schlossbauten fungierte Horst als Vorbild. Außerdem entwarf von Brachum zahlreiche weitere repräsentative Bauten. Dazu zählten 1575 die Pläne für einen Ausbau des Arnsberger Schlosses zur Residenz des Kölner Kurfürsten Salentin von Isenburg, den sogenannten Salentinbau. Auch das alte Schulgebäude des Archigymnasiums in Soest stammte von ihm.
Sein besonderer Baustil veranlasste den Kunsthistoriker Richard Klapheck zu Beginn des 20. Jahrhunderts, den Begriff der Lipperenaissance einzuführen.